# Lukaskirche (Chemnitz)

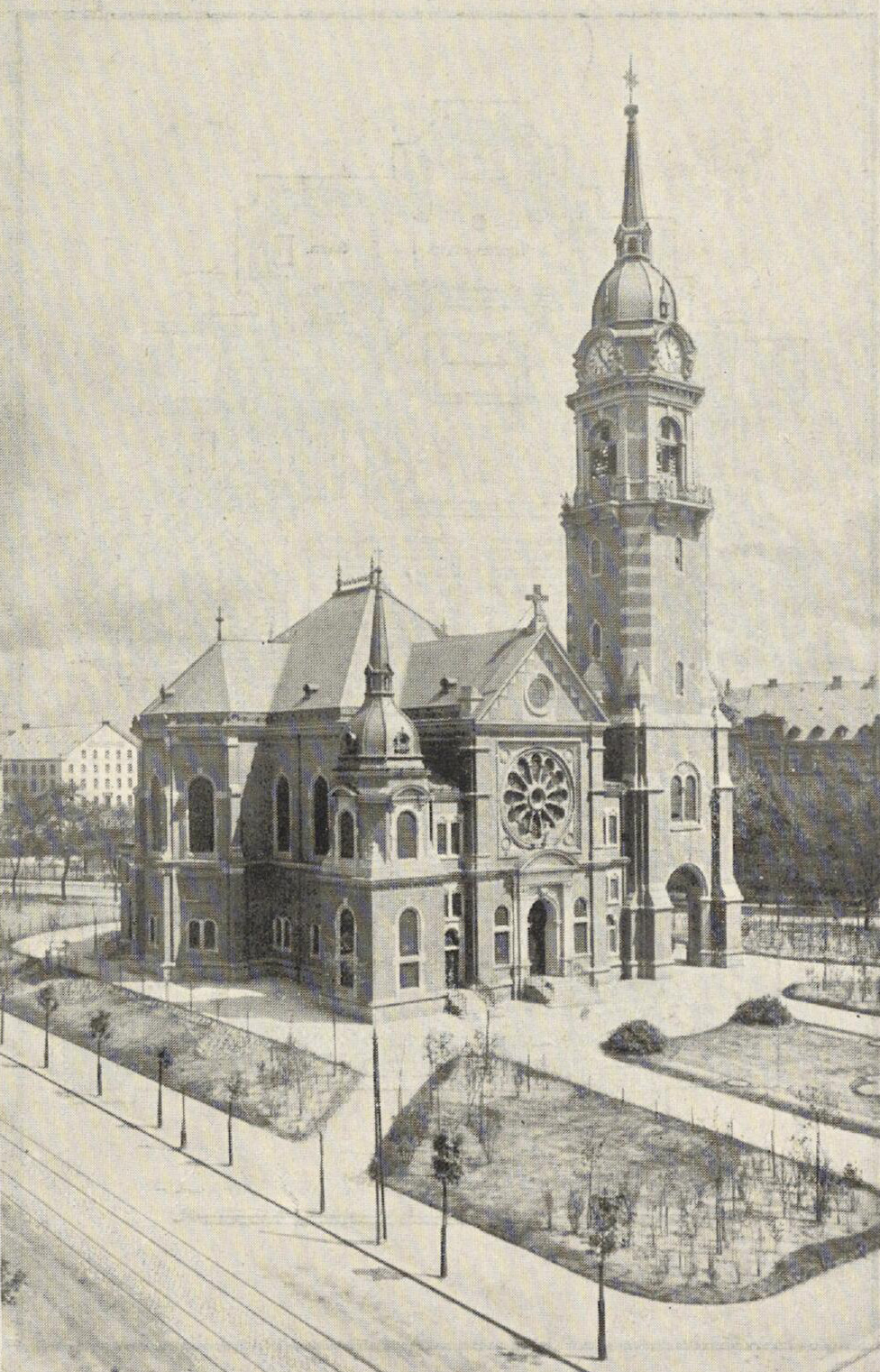
St. Lukas-Kirche Chemnitz, Ansicht aus Richtung Blankenauerstraße (um 1901)

Die Lukaskirche war ein evangelischer Kirchenbau in Chemnitz. Die 1901 vollendete und im Zweiten Weltkrieg beschädigte Kirche am Josephinenplatz wurde 1947 gesprengt.

## Geschichte
Die Einwohnerzahl von Chemnitz wuchs zwischen 1880 und 1900 stark an und damit auch die Zahl der Gläubigen in den Stadtpfarreien. Aus der zu groß gewordenen Petrigemeinde wurde deshalb am 1. Januar 1897 die Lukasgemeinde ausgepfarrt. Sie bezog das 1894 fertiggestellte Pfarrhaus am Josephinenplatz mit Hof und Garten.
Sieben Jahre zuvor, im Frühjahr 1887, hatte die Petrigemeinde den etwa 300 m² großen Josephinenplatz als Standort für eine neue Kirche erworben. Ab 1895 beschäftigte sich der Verein „Schillertisch“ mit der Planung des Kirchenneubaus und der Beschaffung der Mittel für die Ausstattung.

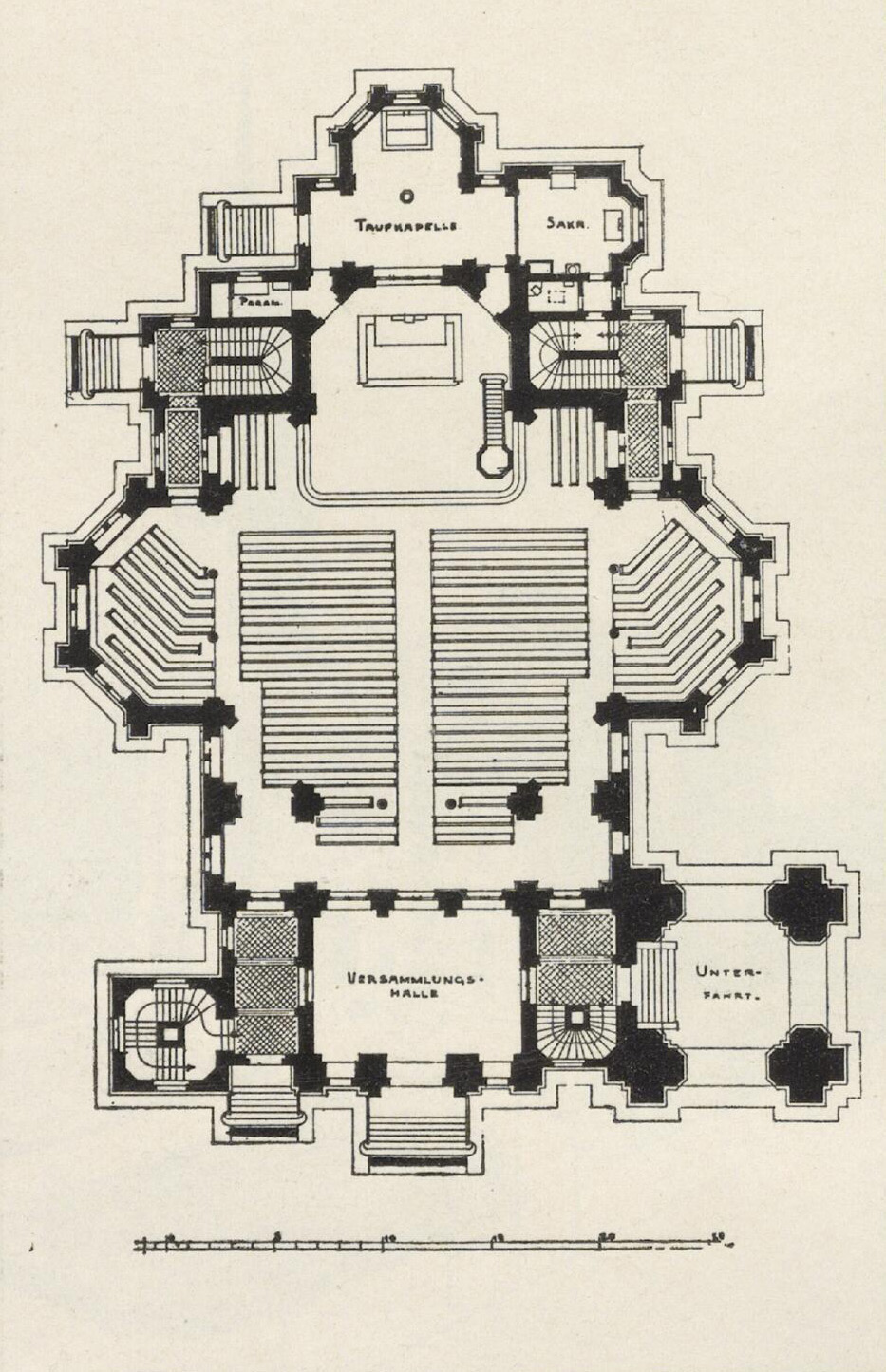
Grundriss des Erdgeschosses

Zwischen November 1897 und Februar 1898 wurde ein Architekturwettbewerb für den Bau der Kirche durchgeführt. In der Ausschreibung wurden die Baukosten ohne Innenausstattung auf 300.000 Mark festgelegt. Es sollte 1.000 Sitzplätze mit „Anordnung stimmig zur Architektur“ geben. Weiter hieß es:
„Bei der Anlage der Kirche ist ein langgestrecktes Schiff zu vermeiden und unter Berücksichtigung des Bauplatzes eine Annäherung an den Zentralbau zu erstreben. Die Kirche ist zu wölben und im Übrigen mit Rücksicht auf eine gute Akustik zu entwerfen; deshalb ist die Unterbrechung des Gewölbes durch eine Kuppel zu vermeiden. Für das Äußere ist Verblendziegelbau mit Sandstein erwünscht; ein besonderer Stil wird nicht vorgeschrieben; für die Gestaltung des Thurmhelmes ist von der üblichen glatten Pyramide abzusehen. Die Stellung der Kanzel und Orgel hinter oder über dem Altar ist ausgeschlossen.“
Über 90 Entwürfe wurden eingereicht, die Entscheidung fiel auf den Entwurf von Ernst Giese und seinem Sohn Karl Friedrich Giese (1871–1939) vom Dresdner Architekturbüro Giese & Sohn.
Die Bauarbeiten begannen im März 1899 und dauerten bis Januar 1901. Die Baukosten beliefen sich auf 484.000 Mark. Die Kirchweihe fand am 9. Januar 1901 statt.
Im Zweiten Weltkrieg wurde das Gebäude am 5. März 1945 bei einem Luftangriff auf Chemnitz getroffen und beschädigt.
Die politischen Verhältnisse in der Sowjetischen Besatzungszone (SBZ) verhinderten den Wiederaufbau der beschädigten Kirche. Sie wurde 1947 oder 1948 abgerissen und gesprengt. Die nun verwaiste Gemeinde kehrte wieder zur Petrikirche zurück.
Am einstigen Standort am Josephinenplatz gibt es einen aus Mauerstücken der Kirche gefertigten Gedenk-Ort mit Informations-Tafel.

## Ausstattung

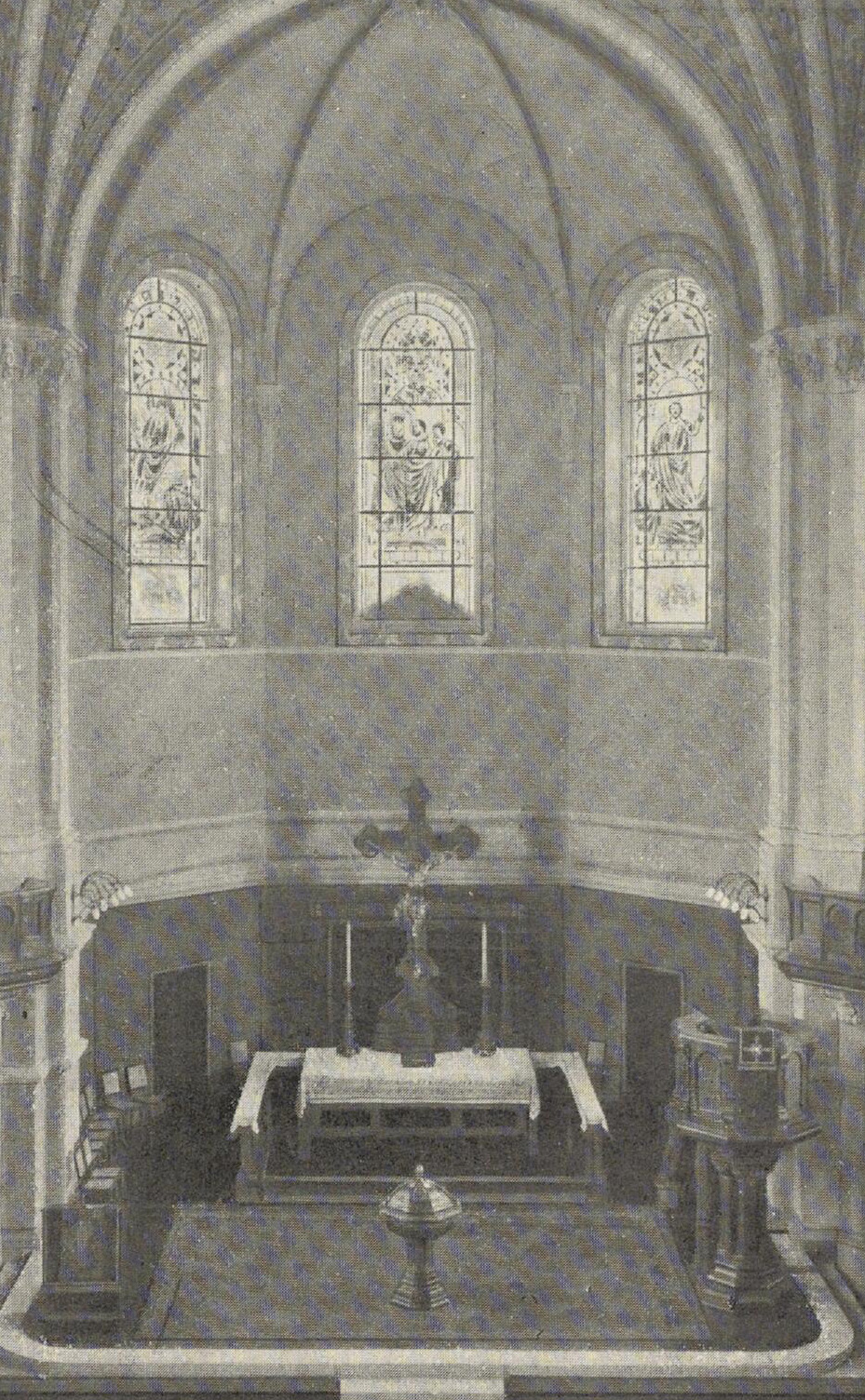
Chor der Kirche (um 1901)

Die Kirche hatte sechs Eingänge: Durch das Hauptportal gelangte man in die sogenannte Brauthalle. Von dort führten drei große Türen in das Kirchenschiff, das mit Rosen, Lilien und Passionsblumen geschmückt war.
Es gab fünf große Figurenfenster. Die Fenster im Altarraum zeigten „Die Verkündigung der Geburt Jesu an die Hirten“, „Der Gang nach Emmaus“ und „Die Himmelfahrt Jesu“, die beiden links und rechts in den Seitenapsiden „Jesus bei Martha und Maria“ und „Der zwölfjährige Jesus im Tempel“ – alles Szenen, die nur das Lukas-Evangelium erzählt. Unter den Altarfenstern zeigte eine fünfteilige Altarwand „Das letzte Abendmahl“.
Auf dem Altartisch stand ein Eichenkreuz. Das Altargemälde entstand nach 1903 aus Mitteln des Landes-Kunstfonds.
Drei Ausstattungsstücke der Lukaskirche befinden sich in der Petrikirche, der Christuskörper des Altarkreuzes und die beiden Altartisch-Leuchter. Auch erinnert das Lukasfenster an der Westempore an die besondere Verbindung als vormalige „Mutter-Tochter“-Kirchgemeinden und das einstige Kirchengebäude.

## Geistliche der Kirchgemeinde
Die Arbeitsgemeinschaft für Sächsische Kirchengeschichte listet für diese Kirche die 1. Stellen (Pfarrer), die 2. Stellen (1. Diakone) und die 3. Stellen (2. Diakone) auf.
Pfarrer
- 1897: Carl Maximilian Päutz
- 1921: Johannes Theodor Riedel
- 1933: Wilhelm Georg Schumann
- 1933: Emil Richard Voigt
- 1936: Robert Friedrich Wilhelm Dietrich Heeger
- 1936: Albert Julius Wolfgang Schulze
- 1937: Gerhard Alexander Herrmann
- 1937: Karl Wilhelm Schönknecht[6]

## Geläut
Das ursprüngliche Geläut bestand aus Bronze-Kirchenglocken, es musste im Ersten Weltkrieg als sogenannte „Metallspende“ abgegeben werden.
Ersetzt wurde es in den 1920er Jahren von Gussstahlglocken: Die drei Stahlglocken mit den Schlagtönen c1, es1 und ges1 wurden in der Kunst- und Glockengießerei Lauchhammer gegossen. Sie kamen mit dem Abriss der Kirche in die Petrikirche zu Chemnitz.

## Varia
- Das von Max Reger komponierte Werk „Der 100. Psalm für Chor, Orchester und Orgel, op. 106“ erlebte seine Uraufführung unter Regers Leitung am 23. Februar 1910 in der St. Lukaskirche Chemnitz, aufgeführt von deren Kirchenchor, deren Organisten Georg Stolz (1870–1931)[8] und der städtischen Kapelle. Eine weitere zeitgleiche Uraufführung gab es in Breslau.[9]